# Torre de Moncorvo
Torre de Moncorvo é uma vila portuguesa localizada na sub-região do Douro, pertencendo à região do Norte e ao distrito de Bragança. 
É sede do Município de Torre de Moncorvo que tem uma área total de 531,56 km2, 6.826 habitantes em 2021 e uma densidade populacional de 13 habitantes por km2, subdividido em 13 freguesias. O município é limitado a norte pelos municípios de Vila Flor, Alfândega da Fé e Mogadouro, a sudeste por Freixo de Espada à Cinta, a sudoeste por Vila Nova de Foz Côa e a oeste por Carrazeda de Ansiães.
O concelho recebeu foral de D. Dinis em 1285.
Foi comenda da Ordem de Cristo.
A cidade está geminada com a cidade de Gournay-sur-Marne na França, localizada perto de Paris.
Em 2013, Torre de Moncorvo, com 2,5 nascimentos por mil habitantes, foi o município onde a taxa bruta de natalidade foi menor em Portugal.

## Freguesias

Freguesias do município de Torre de Moncorvo.

#### Freguesias atuais
O município de Torre de Moncorvo está dividido em 13 freguesias:
- Açoreira
- Adeganha e Cardanha
- Cabeça Boa
- Carviçais
- Castedo
- Felgar e Souto da Velha
- Felgueiras e Maçores
- Horta da Vilariça
- Larinho
- Lousa
- Mós
- Torre de Moncorvo
- Urros e Peredo dos Castelhanos

#### Freguesias anexadas
- Adeganha
- Cardanha
- Felgar
- Felgueiras
- Maçores
- Peredo dos Castelhanos
- Souto da Velha
- Urros

#### Outras Aldeias das várias freguesias
- Bairro das Ferrominas (Felgar)
- Cabanas de Baixo (Cabeça Boa)
- Cabanas de Baixo (Cabeça Boa)
- Cabeça de Mouro (Cabeça Boa)
- Carvalhal (Felgar)
- Estevais (Adeganha)
- Foz do Sabor (Cabeça Boa)
- Junqueira (Adeganha)
- Póvoa (Adeganha)
- Nozelos (Adeganha)
- Quinta da Estrada (Carviçais)
- Quinta da Macieirinha (Carviçais)
- Quinta das Centeeiras (Mós)
- Quinta das Pereiras (Carviçais)
- Quintas de Martim Tirado (Carviçais)
- Quintas do Corisco (Felgueiras)
- Rego da Barca (Torre de Moncorvo)
- Sequeiros (Açoreira)
- Vide (Horta da Vilariça)

## Ensino

### Ensino Pré-Escolar
- Jardim de Infância Escola Básica Visconde de Vila Maior, Torre de Moncorvo

- Jardim Infantil do Centro Paroq. de Assistência, Torre de Moncorvo
- Jardim de Infância de Cabanas de Baixo
- Jardim de Infância de Cardanha
- Jardim de Infância de Carvalhal
- Jardim de Infância de Carviçais
- Jardim de Infância de Felgar
- Jardim de Infância de Larinho

### Ensino Primário
- Escola Básica Visconde de Vila Maior, Torre de Moncorvo

### Ensino de 2º, 3º Ciclo e Secundário
- Escola Básica e Secundária Dr. Ramiro Salgado, Torre de Moncorvo

## Evolução da População do Município
| Número de habitantes | Número de habitantes | Número de habitantes | Número de habitantes | Número de habitantes | Número de habitantes | Número de habitantes | Número de habitantes | Número de habitantes | Número de habitantes | Número de habitantes | Número de habitantes | Número de habitantes | Número de habitantes | Número de habitantes | Número de habitantes |
| -------------------- | -------------------- | -------------------- | -------------------- | -------------------- | -------------------- | -------------------- | -------------------- | -------------------- | -------------------- | -------------------- | -------------------- | -------------------- | -------------------- | -------------------- | -------------------- |
| 1864                 | 1878                 | 1890                 | 1900                 | 1911                 | 1920                 | 1930                 | 1940                 | 1950                 | 1960                 | 1970                 | 1981                 | 1991                 | 2001                 | 2011                 | 2021                 |
| 13 012               | 14 312               | 14 427               | 15 701               | 16 783               | 14 546               | 16 155               | 18 582               | 18 539               | 18 741               | 14 027               | 13 674               | 10 969               | 9 919                | 8 572                | 6 826                |

(Obs.: Número de habitantes "residentes", ou seja, que tinham a residência oficial neste município à data em que os censos  se realizaram.)
| Número de habitantes por Grupo Etário | Número de habitantes por Grupo Etário | Número de habitantes por Grupo Etário | Número de habitantes por Grupo Etário | Número de habitantes por Grupo Etário | Número de habitantes por Grupo Etário | Número de habitantes por Grupo Etário | Número de habitantes por Grupo Etário | Número de habitantes por Grupo Etário | Número de habitantes por Grupo Etário | Número de habitantes por Grupo Etário | Número de habitantes por Grupo Etário | Número de habitantes por Grupo Etário | Número de habitantes por Grupo Etário |
| ------------------------------------- | ------------------------------------- | ------------------------------------- | ------------------------------------- | ------------------------------------- | ------------------------------------- | ------------------------------------- | ------------------------------------- | ------------------------------------- | ------------------------------------- | ------------------------------------- | ------------------------------------- | ------------------------------------- | ------------------------------------- |
|                                       | 1900                                  | 1911                                  | 1920                                  | 1930                                  | 1940                                  | 1950                                  | 1960                                  | 1970                                  | 1981                                  | 1991                                  | 2001                                  | 2011                                  | 2021                                  |
| 0-14 Anos                             | 5 498                                 | 6 063                                 | 4 870                                 | 5 426                                 | 6 449                                 | 5 826                                 | 5 744                                 | 4 260                                 | 3 019                                 | 1 968                                 | 1 239                                 | 746                                   | 541                                   |
| 15-24 Anos                            | 2 780                                 | 2 969                                 | 2 591                                 | 2 950                                 | 3 277                                 | 3 389                                 | 3 063                                 | 2 215                                 | 2 300                                 | 1 391                                 | 1 234                                 | 775                                   | 474                                   |
| 25-64 Anos                            | 6 779                                 | 6 713                                 | 6 094                                 | 6 569                                 | 7 651                                 | 7 901                                 | 8 631                                 | 6 105                                 | 6 150                                 | 5 183                                 | 4 599                                 | 4 106                                 | 3 034                                 |
| = ou > 65 Anos                        | 612                                   | 729                                   | 863                                   | 1 056                                 | 1 161                                 | 1 239                                 | 1 303                                 | 1 615                                 | 2 205                                 | 2 427                                 | 2 847                                 | 2 945                                 | 2 777                                 |

(Obs: De 1900 a 1950 os dados referem-se à população "de facto", ou seja, que estava presente no município à data em que os censos se realizaram. Daí que se registem algumas diferenças relativamente à designada população residente)

## Política

### Eleições autárquicas[9]
| Data | %     | V     | %       | V       | %       | V       | %              | V            | %              | V  | %              | V       | %  | V  | %              | V | Participação |                |
| Data | PS    | PS    | PPD/PSD | PPD/PSD | CDS-PP  | CDS-PP  | FEPU/APU/CDU   | FEPU/APU/CDU | AD             | AD | PSD-CDS        | PSD-CDS | NC | NC | A              | A | Participação |                |
| ---- | ----- | ----- | ------- | ------- | ------- | ------- | -------------- | ------------ | -------------- | -- | -------------- | ------- | -- | -- | -------------- | - | ------------ | -------------- |
| Data | 1976  | 31,94 | 2       | 30,44   | 2       | 26,82   | 1              | 3,75         | -              |    |                |         |    |    |                |   |              | 50,43 / 100,00 |
| 1979 | 34,56 | 3     | 35,28   | 3       | 20,47   | 1       | 4,19           | -            | 62,93 / 100,00 |    |                |         |    |    |                |   |              |                |
| 1982 | 42,71 | 3     | AD      | AD      | AD      | AD      | 6,34           | -            | 45,34          | 4  | 65,30 / 100,00 |         |    |    |                |   |              |                |
| 1985 | 55,35 | 4     | 35,38   | 3       |         |         | 3,83           | -            |                |    | 63,57 / 100,00 |         |    |    |                |   |              |                |
| 1989 | 56,62 | 4     | 38,63   | 3       | 1,20    | -       | 69,02 / 100,00 |              |                |    |                |         |    |    |                |   |              |                |
| 1993 | 45,10 | 3     | 36,59   | 3       | 13,63   | 1       | 1,11           | -            | 69,36 / 100,00 |    |                |         |    |    |                |   |              |                |
| 1997 | 51,28 | 4     | 36,96   | 3       | 6,13    | -       | 1,40           | -            | 66,21 / 100,00 |    |                |         |    |    |                |   |              |                |
| 2001 | 47,84 | 4     | 45,39   | 3       |         |         | 2,60           | -            | 65,95 / 100,00 |    |                |         |    |    |                |   |              |                |
| 2005 | 49,46 | 3     | 30,22   | 2       | 14,33   | -       | 1,55           | -            | 66,57 / 100,00 |    |                |         |    |    |                |   |              |                |
| 2009 | 48,71 | 4     | CDS-PP  | CDS-PP  | PPD/PSD | PPD/PSD | 1,69           | -            | 46,27          | 3  | 65,91 / 100,00 |         |    |    |                |   |              |                |
| 2013 | 40,84 | 2     | CDS-PP  | CDS-PP  | PPD/PSD | PPD/PSD | 3,18           | -            | 51,44          | 3  | 66,07 / 100,00 |         |    |    |                |   |              |                |
| 2017 | 36,12 | 2     | CDS-PP  | CDS-PP  | PPD/PSD | PPD/PSD | 1,97           | -            | 56,69          | 3  | 65,16 / 100,00 |         |    |    |                |   |              |                |
| 2021 | 42,16 | 2     | CDS-PP  | CDS-PP  | PPD/PSD | PPD/PSD | 1,12           | -            | 52,11          | 3  | 1,77           | -       | NC | NC | 69,40 / 100,00 |   |              |                |

### Eleições legislativas
| Data | %     | %     | %     | %    | %     | %     | %        | %     | %    | %     | %    | %       | %   | % | %  | %  |
| Data | CDS   | PS    | PSD   | PCP  | UDP   | AD    | APU/ CDU | FRS   | PRD  | PSN   | BE   | PSD CDS | PAN | L | CH | IL |
| ---- | ----- | ----- | ----- | ---- | ----- | ----- | -------- | ----- | ---- | ----- | ---- | ------- | --- | - | -- | -- |
| 1976 | 30,37 | 25,66 | 25,63 | 2,40 | 0,86  |       |          |       |      |       |      |         |     |   |    |    |
| 1979 | AD    | 29,57 | AD    | APU  | 1,57  | 53,57 | 6,34     |       |      |       |      |         |     |   |    |    |
| 1980 | AD    | FRS   | AD    | APU  | 0,75  | 60,64 | 4,73     | 26,55 |      |       |      |         |     |   |    |    |
| 1983 | 22,37 | 36,20 | 29,03 | APU  | 0,46  |       | 4,57     |       |      |       |      |         |     |   |    |    |
| 1985 | 15,13 | 30,31 | 33,60 | APU  | 0,91  | 5,44  | 6,52     |       |      |       |      |         |     |   |    |    |
| 1987 | 5,37  | 24,86 | 57,32 | CDU  | 0,82  | 3,57  | 0,96     |       |      |       |      |         |     |   |    |    |
| 1991 | 5,43  | 28,09 | 58,40 | CDU  |       | 2,07  | 0,56     | 1,27  |      |       |      |         |     |   |    |    |
| 1995 | 7,19  | 42,80 | 44,19 | CDU  | 0,35  | 1,50  |          |       |      |       |      |         |     |   |    |    |
| 1999 | 8,77  | 41,36 | 43,06 | CDU  |       | 2,44  | 0,25     | 0,69  |      |       |      |         |     |   |    |    |
| 2002 | 8,60  | 35,30 | 50,19 | CDU  | 1,64  |       | 1,26     |       |      |       |      |         |     |   |    |    |
| 2005 | 8,15  | 46,50 | 36,56 | CDU  | 1,78  | 2,35  |          |       |      |       |      |         |     |   |    |    |
| 2009 | 10,11 | 37,18 | 40,30 | CDU  | 2,34  | 5,10  |          |       |      |       |      |         |     |   |    |    |
| 2011 | 8,87  | 31,95 | 47,11 | CDU  | 3,04  | 2,41  |          |       |      |       |      |         |     |   |    |    |
| 2015 | PSD   | 38,84 | CDS   | CDU  | 3,79  | 5,67  | 43,95    | 0,44  | 0,44 |       |      |         |     |   |    |    |
| 2019 | 4,45  | 39,63 | 38,44 | CDU  | 2,21  | 6,08  |          | 1,11  | 0,37 | 0,84  | 0,26 |         |     |   |    |    |
| 2022 | 2,25  | 42,61 | 38,64 | CDU  | 1,51  | 2,44  | 0,61     | 0,34  | 8,19 | 0,98  |      |         |     |   |    |    |
| 2024 | AD    | 31,72 | AD    | CDU  | 41,09 | 1,32  | 1,51     | 0,67  | 1,01 | 16,90 | 1,05 |         |     |   |    |    |

## Património
- Castelo de Torre de Moncorvo
- Capela do Santo Cristo de Carviçais
- Carmelo da Sagrada Família
- Castelo de Mós

## Cultura
- Museu do Castelo;
- Centro de Estudos Judaicos Maria de Assunção Carqueja e Vasco Rodrigues.

## Economia
Torre de Moncorvo é uma área de mineração. O negócio foi concluído pela Aethel Partners no dia 05 de Fevereiro de 2020 e a exploração de Minério de ferro nas Minas de Moncorvo foi reactivada no dia 01 de Março de 2020, a empresa Britânica espera extrair 300000 toneladas de concentrado de ferro até ao final de 2020.

## Personalidades ilustres
- Alípio Tomé Pinto, (1936 — ) General
- Abílio Campos Monteiro, (1876 — 1933), escritor, jornalista, médico e político.
- Afonso Praça, (1939 — 2001), jornalista e escritor.
- Artur Águedo de Oliveira (1894 — 1978), foi Ministro das Finanças Português
- Constantino José Marques de Sampaio e Melo, (1802 — 1873), florista.
- Dario Alves, (1940 —), pintor.
- Fernando António Aires Ferreira, (1954 — 2004), político.
- Júlio Henriques d'Abreu, juiz, deputado e Governador de Cabo Verde.
- Júlio Máximo de Oliveira Pimentel, (1809 — 1884), professor universitário e escritor.
- Miguel da Madre de Deus da Cruz, (1739 — 1827), frade franciscano.